# Social Democratic Party
Social Democratic Party (SDP) var ett brittiskt politiskt parti som existerade mellan 1981 och 1988. Det grundades av fyra ledande medlemmar av Labourpartiets högerflygel, som kom att kallas "Gang of Four" (jämför De fyras gäng): Roy Jenkins, David Owen, Bill Rodgers och Shirley Williams. Owen och Rodgers satt i parlamentet för Labour när SDP grundades, medan Jenkins hade lämnat parlamentet 1977 för att bli Europeiska kommissionens ordförande och Williams förlorat sin plats i valet 1979. De fyra lämnade Labour eftersom de ansåg att partiet hade gått för långt åt vänster och hade infiltrerats på valkretsnivå av trotskistiska grupper som hade andra mål och metoder än parlamentsgruppen och Labourväljarna.
I valen 1983 och 1987 kandiderade SDP tillsammans med Liberal Party under beteckningen SDP-Liberal Alliance. Partiet gick ihop med Liberal Party 1988 för att bilda Social and Liberal Democrats, numera Liberaldemokraterna, men en minoritet accepterade inte sammangåendet och bildade istället ett nytt SDP.

## Ursprung
Partiets ursprung kan spåras till ideologiska skillnader i Labour under 1950-talet, men en partibildning började diskuteras öppet först 1979, då Roy Jenkins höll en föreläsning om behovet av förändring i brittisk politik. Han diskuterade om det kunde ske inom ramen för det existerande liberala partiet, eller om det skulle ske utifrån en ny grupp byggd på europeiska socialdemokratiska principer.

## Fyllnadsvalet i Lincoln i mars 1973
Labourmedlemmen Dick Taverne avsade sig sin parlamentsplats 1973 för att uppmärksamma att Militant Tendency blandade sig i nomineringsprocesser på valkretsnivå i syfte att få in sina medlemmar i parlamentet i stället för dem som lokala partimedlemmar föredrog. Taverne nominerade sig som kandidat till fyllnadsvalet, men blev (som planerat) utslagen till förmån för en Militantstödd Labourkandidat. Han bildade då partiet Democratic Labour och vann som kandidat för detta. Taverne blev dock inte omvald i valet i oktober 1974.
Tavernes valkampanj hjälptes också i mindre grad av problem med hans konservativa motkandidat, Conservative Monday Clubs ordförande Jonathan Guinness. Guinness förslag under valkampanjen att dömda mördare skulle få rakblad i sina celler så att de kunde begå självmord på ett snyggt sätt gav honom smeknamnet "Old Razor Blades". Konservativa gräsrötter var också oroade över Monday Clubs länkar till National Front, trots att Guinness hade valts till ordförande för att utplåna de länkarna. Dessa två faktorer, tillsammans med att en röst på Taverne innebar en näsbränna för Labour, fick konservativa väljare att rösta på Taverne.

## Manifesto Group och splittringen från Labour
Många som skulle komma att bli medlemmar i Social Democratic Party hade varit medlemmar i Manifesto Group i Labourpartiet. Denna grupp var motståndare till vad de ansåg vara en vänstervridning av Labours politik, Tony Benns ökande inflytande i partiet, och fackföreningarnas inflytande på valet av partiledare. De var också motståndare till skapandet av ett elektorskollegium för att välja partiledare – partiledaren hade tidigare valts av parlamentsgruppen – särskilt att alla röster i elektorskollegiet från respektive för valkretspartiförening eller fackförbund skulle gå till den kandidat som hade fått flest röster i valkretsen eller facket. Elektorerna skulle också ha möjlighet att bestämma sig för att rösta på en annan kandidat om de ville. Manifesto Group var också starka motståndare till unilateral kärnvapennedrustning, vilket hade blivit en allt populärare ståndpunkt inom partiet.
Sista droppen för många i Manifesto Group var hur den förre finansministern Denis Healey uppträdde under ett möte med dem under kampanjen inför valet av James Callaghans efterträdare som partiledare. Han talade om för de församlade att de skulle rösta på honom och svarade intetsägande på deras frågor. Vid slutet av mötet frågade en mötesdeltagare Healey varför de skulle rösta på honom, och han svarade: "You have nowhere else to go" ("Ni har ingen annanstans att ta vägen" för att hindra vänsterkandidaten Michael Foot). Healeys arrogans övertygade många om att deras dagar som Labourmedlemmar var räknade. Ivor Crewe och Anthony King hittade fem avhoppare som påstod att de hade röstat på Foot för att ge Labour en ledare som aldrig skulle vinna ett parlamentsval och göra livet lättare i det nya partiet. En avhoppare, Mike Thomas, sa att han var frestad att skicka ett telegram till Healey med budskapet "Have found somewhere else to go" ("Har hittat någon annanstans att ta vägen").

## Limehousedeklarationen och SDP:s grundande
Grundarmedlemmarna, "de fyras gäng", var Roy Jenkins, David Owen, Bill Rodgers och Shirley Williams, som alla var ledande medlemmar av Labours högerflygel. De utannonserade det nya partiet på en presskonferens, och drog upp sin politik i vad som kom att kallas Limehousedeklarationen.
Tjugoåtta Labourparlamentariker gick till slut med i det nya partiet, tillsammans med en konservativ ledamot, Christopher Brocklebank-Fowler. Williams och Jenkins var inte parlamentsledamöter när partiet bildades, men valdes in i fyllnadsval i Crosby respektive Glasgow Hillhead.
Det första valet som partiet ställde upp i, fyllnadsvalet i Warrington i juli 1981, förlorades av Jenkins med liten marginal, och beskrevs av honom som hans "first defeat, but by far (his) greatest victory". I fyllnadsvalet i Glasgow Hillhead i mars 1982 var Jenkins åter SDP:s kandidat, och mötte bland annat en annan Roy Jenkins, som kandiderade för ett mindre socialdemokratiskt parti som bildats redan 1979. SDP:s valaktiva fick dispens av valmyndigheterna att ha skyltar utanför vallokalerna för att tala om vem på valsedlarna som var den "riktige Roy". SDP:s Jenkins vann valet, och också valet till partiledare senare samma år. Han besegrade Owen och blev därmed partiets första ledare.

## SDP-Liberal Alliance
SDP bildade valalliansen SDP-Liberal Alliance med det liberala partiet i slutet av 1981, med de båda partiledarna Roy Jenkins och David Steel som gemensamma alliansledare. Det liberala partiet, och särskilt dess ledare, hade stött SDP från det senare partiets bildande. Ett undantag var parlamentsledamoten Cyril Smith, som i ett uttalande sa att SDP "borde strypas vid födseln" ("should be strangled at birth"). Eftersom allmänheten hade en desillusionerad inställning till de två stora partierna – Labour och de konservativa – under denna period, och arbetslösheten var utbredd, åtnjöt alliansen stora framgångar i fyllnadsvalen. Vid ett tillfälle hade de två allianspartierna sammanlagt mer än 50 % stöd i en opinionsundersökning. I ett tal till den liberala partikongressen 1981 sa Steel "Åk tillbaka till era valkretsar, och förbered er på att bilda regering!" ("Go back to your constituencies, and prepare for government!")
I början av 1982 sjönk stödet i opinionsundersökningarna efter att alliansmedlemmarna hade varit öppet oense om vem som skulle ställa upp i vilken valkrets, men partiet ledde fortfarande över de konservativa med god marginal, och låg långt före Labour. Labour förlorade en av sina tio säkraste valkretsar, Bermondsey, i ett fyllnadsval i början av 1983 till den liberale kandidaten Simon Hughes. Den sittande ledamoten Robert Mellish avgick för att arbeta för London Docklands Development Corporation, men han var emot valkretsföreningens val av den vänsterinriktade Peter Tatchell som Labourkandidat. I stället stödde han den ledande Southwarkpolitikern John O'Grady, som ställde upp i valet under partibeteckningen "Real Bermondsey Labour". Detta gav ett intryck av att Labour var splittrat och oenigt, till partiets nackdel.
Efter segern i Falklandskriget i juni 1982 steg Margaret Thatchers konservativa regering dock snabbt i opinionsmätningarna. Stödet för Labour och SDP-Liberal Alliance minskade. Alliansen var förhållandevis framgångsrik sett till röstetalen i valet 1983, och fick 25 % av rösterna, tätt efter Labours 28 %. På grund av det brittiska systemet med enmansvalkretsar blev dock endast 23 alliansmedlemmar invalda i parlamentet, varav 6 var SDP-medlemmar. Två till SDP-medlemmar valdes in i parlamentet i fyllnadsval under de följande fyra åren, men i valet 1987, när SDP leddes av David Owen, föll alliansens väljarandel något, och SDP-parlamentsgruppen gick från åtta parlamentsledamöter till fem. Roy Jenkins var bland dem som förlorade sina platser.
Owen betraktade SDP som en ersättning för hela Labour, av samma typ som SPD i Tyskland, som inte skulle vara kopplat till fackföreningsrörelsen på samma sätt som Labour och därför ha bättre relationer till företagen. Det var Owens vision som tilltalade SDP:s huvudsponsor, David Sainsbury, som då var snabbköpskedjan Sainsbury's finansdirektör. Tony Blair, Labours parlamentsledamot för Sedgefield, kritiserade denna näringslivskoppling hårt, men senare skulle Sainsbury's komma att stödja det Blairledda New Labour istället.
Alliansens existens hade sedan bildandet lett till frågor om huruvida den skulle leda till ett sammanslaget parti, eller om de båda ingående partierna skulle tävla med varandra. Detta ledde till spänningar mellan gräsrötterna i respektive parti i en del områden som i sin tur försämrade alliansens kampanjförmåga. Sådana strider var en del av bakgrunden till Jenkins förlust av Hillhead till Labourkandidaten George Galloway 1987.

## Ett samgående och två splittringar
Efter valbesvikelsen 1987 föreslog Steel, liberalernas ledare, en sammanslagning av de två partierna. Det hade varit Jenkins och Steels mål hela tiden, men Jenkins hade legat lågt med det under sin partiledartid. Owen, å andra sidan, var kraftigt emot ett samgående, som han hävdade inte skulle accepteras av väljarna, och inte vända det sjunkande opinionsstödet. Owen sa i ett uttalande att Jenkins borde ha gått med i det liberala partiet 1981 tillsammans med sina närmaste supportrar, bland annat Dick Taverne, Tom Ellis, Tom Bradley och Neville Sandelson.
Men majoriteten av både SDP:s och liberalernas medlemmar röstade för ett sammangående. Owen avgick som ledare och ersattes av Robert Maclennan. Steel och Maclennan ledde det nya "Social and Liberal Democrat Party" (SLD) från 3 mars 1988. Ett arbetsnamn för partiet, "The Democrats", antogs av en partikongress 26 september 1988. Namnet visade sig bli impopulärt, och partiet bytte namn till Liberaldemokraterna i oktober 1989, ett namn som ursprungligen hade föreslagits vid kongressen i september 1988.
Många SDP-medlemmar, bland andra SDP-parlamentsledamoten och framtida partiledaren för Liberaldemokraterna Charles Kennedy, följde med till det nya partiet, men Owen kvarstod som ledare för ett rest-SDP, tillsammans med två andra parlamentsledamöter, John Cartwright och Rosie Barnes. Det fanns också ett restparti på den liberala sidan, lett av Michael Meadowcroft och David Morrish, vars medlemmar var rädda för en utspädning av den liberala traditionen i det sammanslagna partiet. Både liberalerna och SDP hade haft federala strukturer, så lokalavdelningarna kunde också fortsätta som separata grupperingar om de så önskade, vilket bland annat SDP:s Greenwichavdelning gjorde.
Efter ett antal uppmärksammade uteslutningar bröts Militant Tendencys inflytande över Labour, och Labours nye ledare Neil Kinnock kunde därmed dra nytta av oenigheten mellan de tidigare SDP-medlemmarna. Liberaldemokraternas nya ledare Paddy Ashdown kunde dock bryta den nedåtgående trenden och göra Liberaldemokraterna till det mest framgångsrika tredje partiet i Storbritannien sedan David Lloyd Georges dagar.

## Efterdyningar
De flesta SDP-medlemmarna som gick med i Liberaldemokraterna har stannat kvar där. Det finns några undantag, bland andra Roger Liddle. Polly Toynbee var bland dem som lämnade Labour för att återvända dit senare. Några Owenanhängare gick med i det konservativa partiet; en av dem, Danny Finkelstein, blev rådgivare till både John Major och William Hague.